# Megachile capiticola
Megachile capiticola är en biart som beskrevs av Cockerell 1938. Megachile capiticola ingår i släktet tapetserarbin, och familjen buksamlarbin. Inga underarter finns listade i Catalogue of Life.